# Crane (Teksas)
Crane – miasto w Stanach Zjednoczonych, w stanie Teksas, w  hrabstwie Crane. W 2000 roku liczyło 3 191 mieszkańców.